# Gnome Terminal
Gnome Terminal (auch gnome-terminal) ist ein freier Terminalemulator, der für die Desktop-Umgebung Gnome geschrieben wurde. Er wurde u. a. von Havoc Pennington programmiert und steht unter der GPL.
Der Gnome Terminal ist als Terminalemulator auf einer graphischen Oberfläche unter Gnome, aber auch anderen Umgebungen wie zum Beispiel KDE verwendbar. Der Vorteil gegenüber echten Terminals ist, dass sich sein Fenster beliebig dimensionieren und positionieren lässt.
Gnome Terminal ähnelt xterm und hat viele Funktionen übernommen, wie etwa das Anzeigen von Farben (bei Befehlen wie ls --color=auto) und Interaktionen mit der Maus. Letzteres wird mit Hilfe von ncurses realisiert. Neuere Versionen können auch mittels Tabs mehrere Terminals in demselben Fenster öffnen, ähnlich wie bei der KDE-Terminalemulation Konsole.